# Harry Lauder
Harry Lauder (* 4. August 1870 in Portobello; † 26. Februar 1950 in Strathaven, South Lanarkshire) war ein schottischer Komiker und Entertainer.

## Leben
Lauder wurde in Portobello als ältestes von acht Kindern geboren. Als er zwölf Jahre alt war, starb sein Vater, und die Familie zog nach Arbroath, wo er in einer Mühle arbeitete und auch bereits zu singen begann. 1884 zog die Familie nach Lanarkshire. Dort arbeitete Lauder im Bergwerk, nahm aber zugleich an verschiedenen Gesangswettbewerben teil. Er nahm an einer concert party teil und tourte durch Schottland. Sein erstes professionelles Engagement hatte er 1894 in Larkhall.
Darauf gründete er mit dem Geiger William Mackenzie Murdoch eine eigene Tourneegesellschaft. Populär wurde er 1898 durch Auftritte im Argyle Theatre in Birkenhead, wo er seinen ersten Hit Calligan-Call again hatte. 1900 ging er nach London und trat dort erfolgreich in Gatti’s Music Hall auf. Nach diesen Erfolgen segelte er 1907 nach Amerika. Er debütierte dort am New York Theatre und lernte bei dieser ersten Tournee William Morris kennen, der später sein Manager in den USA wurde. Seine großen Erfolge in den USA führten dazu, dass er in seiner Laufbahn zweiundzwanzig Mal in das Land zurückkehrte. Weitere Tourneen führten ihn u. a. nach Kanada, Australien, Neuseeland, Südafrika und in den Fernen Osten.
In Erinnerung blieb Lauder vor allem als kleiner Komiker mit Spazierstock. Er hatte aber außerdem viele verschiedene Charakterrollen, u. a. auch als Frau, und trat vor allem in der Wintersaison auch in der englischen Pantomime auf. Hier debütierte er am Theatre Royal in Glasgow in Aladdin und sang in der Rolle des Roderick McSwankey erstmals I love a lassie, seinen über Jahre erfolgreichsten Song. In Red Riding Hood brachte er 1910 einen weiteren seiner Hits Roamin in the gloamin zur Uraufführung.
Bei Ausbruch des Ersten Weltkriegs 1914 war Lauder mit seinem John auf Tournee in Australien. Während sein Sohn zum Militärdienst einberufen wurde, setzte Lauder seine Tournee fort und setzte sich bei seinem anschließenden Aufenthalt in den USA dafür ein, dass das Land an der Seite Großbritanniens in den Krieg eintreten solle. 1916 startete er am Shaftebury Theatre in London die Revue Three Cheers, bei der nach seinem Schlusssong The laddies who fought eine Kompanie der Scots Guards auf die Bühne marschierte.
Als er 1917 die Nachricht vom Tod seines Sohnes erhielt, kehrte er bereits nach drei Tagen auf die Bühne zurück. Er trat in der Folgezeit vor schottischen Truppen, schließlich auch direkt an der Front auf und beteiligte sich mit einer eigenen Band an der Rekrutierung von Soldaten. Er trat mit der Band auf eigene Kosten auf, rief Jugendliche von der Bühne aus auf, sich zum Kriegsdienst zu melden und zog bei ausreichendem Interesse mit diesen zum nächsten Rekrutierungsbüro. Durch seine Bemühungen wurden über 12.000 Männer rekrutiert.
Im September 1917 gründete er den Harry Lauder Million Pound Fund zur Unterstützung kriegsversehrter schottischer Soldaten und Seeleute. Ein Kurzfilm zur Unterstützung des Fonds mit ihm und Charlie Chaplin in den Hauptrollen blieb unvollendet. Für seine Verdienste wurde er 1919 zum Knight Commander des Order of the British Empire ernannt und damit nobilitiert.
Ab Mitte der 1930er Jahre zog sich Lauder weitgehend von der Bühne zurück und lebte in seinem Haus in Strathaven. Seinen letzten Bühnenauftritt hatte er 1947 in den Gorbals zum fünfundzwanzigjährigen Jubiläum der örtlichen Rover Scout Group.